# Историја Белгије
Историја Белгије протеже се пре оснивања модерне државе са тим именом 1830. године, и испреплетена је са земљама њених суседа: Холандије, Немачке, Француске и Луксембурга. Током већег дела своје историје, оно што је данас Белгија било је или део веће територије, попут Каролиншког царства, или је било подељено на низ мањих држава, међу којима су истакнуте Војводство Брабант, Округ Фландрија, Лијежско епископство и Округ Луксембург. Због свог стратешког положаја и историје као земље контакта различитих култура, Белгија је названа „раскрсницом Европе“; због бројних војски које се бориле на њеном тлу, названа је и „бојним пољем Европе“ или „кокпитом Европе“. Белгија је такође изванредна као европска нација која садржи и која је подељена језичком границом између француског језика латинског порекла и немачког холандског језика.
Римска провинција Белгијска Галија за време цара Диоклецијана у 3. веку подељена је на провинције Белгика Прима и Белгика Секунда. У 5. и 6. веку насељавају се салијски Франци са доње Рајне. Верденским споразумом 843. подељена је на западни део који је добила Француска Карла Ћелавог док је источни део добила Лотарингија Лотара I.
У 12. веку нагли успон текстилне производње погодује развоју градова Брижа, Гента, Ипра и Антверпенa. У 13. и 14. веку честе су побуне градских привредника против патрицијата. У Стогодишњем рату (1337—1453) богати фландријски градови се због привредних разлога (увоз вуне), опредељују за Енглеску. У то доба процвата земљом управљају бургундске војводе.
Од 1477. Белгија припада династији Хабзбург те остаје у њеном поседу и након борби за бургундско наслеђе. Северни Брабант и део северне Фландрије је од 1648. године у саставу јужних покрајина, а од 1714, након рата за шпанско наслеђе, Белгија је поново аустријска. Антиаустријско расположење одразило се у устанку 1789. и проглашењу Уједињених Белгијских Држава. 1797. прикључена је Француској Републици.
Од 1815. уједињена је са Холандијом у Уједињену Краљевину Низоземску на челу са Вилемом Оранским. Након избијања Белгијске револуције 1830. у Бриселу, Белгија је прогласила независност, потврђену у Лондону 1831.
Иако се у Првом и Другом светском рату прогласила неутралном, Немачка је оба пута окупирала Белгију. Године 1947. склопљена је царинска унија са Холандијом и Луксембургом — Бенелукс. Белгија учествује у стварању НАТО-а 1949, Европске заједнице за угаљ и челик 1951, Европске економске заједнице 1957. и Европске уније 1992.
Од 1960. повлачи се из Белгијског Конга и војно интервенише 1977. заједно са француском војском. Године 1951. краља Леополда III наследио је Бодуен I. Почетком 1960-их разграничена су језична подручја у Белгији. Од 1970. озакоњене су три заједнице (франкофонска/валонска, фламанска и немачка), а постепена федерализација резултовала је аутономијом три регије: Валоније, Фландрије и главног града Брисела.
Године 1993. на престо долази Алберт II. Пред крај 1990-их и почетком 2000-их утицајна је Либерална странка, у владајућој коалицији са странкама левице и еколошког покрета. Од 1999. премијер је Ги Верхофстат који је поново изабран 2003.

## Праисторија
На белгијској територији su неандерталски фосили откривени су у Анжију 1829–30 и негде другде, неки од којих су из периода око 100.000 година пре нове ере.
Најранија неолитска пољопривредна технологија северне Европе, такозвана ЛБК култура, досегла је исток Белгије у њеном најудаљенијем северозападном делу од свог места порекла у југоисточној Европи. Њена експанзија зауставила се у региону Хесбаје у источној Белгији око 5000. п. н. е. Белгијска ЛБК је запажена по употреби одбрамбених зидова око села, што се претпоставља да је било неопходно услед близине ловаца-сакупљача.